# Sussaba hinzi
Sussaba hinzi är en stekelart som beskrevs av Diller 1982. Sussaba hinzi ingår i släktet Sussaba och familjen brokparasitsteklar. Arten är reproducerande i Sverige. Inga underarter finns listade i Catalogue of Life.